# Herodes Atticus

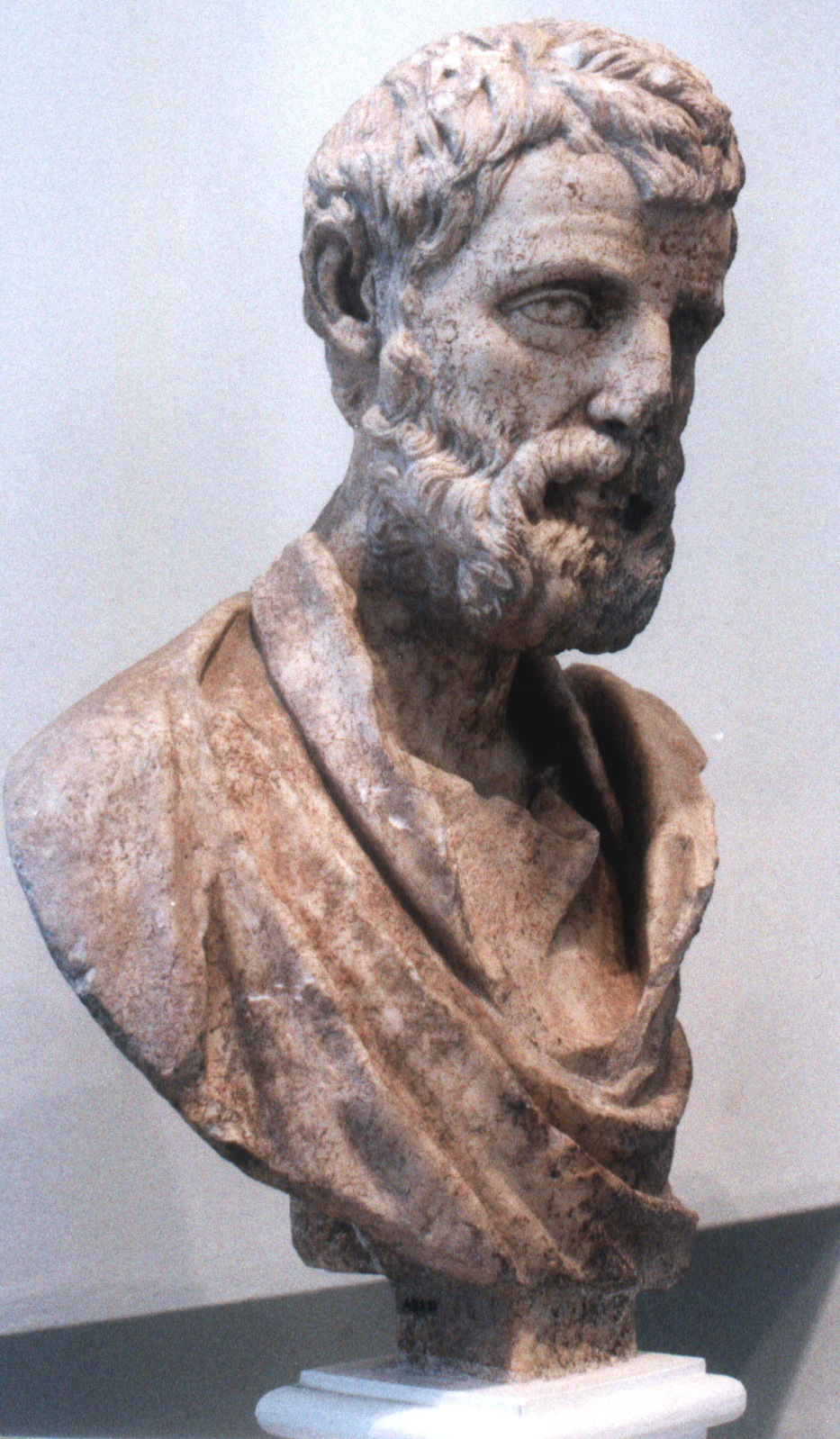
Byst av Herodes Atticus.

Lucius Vibullius Hipparchus Tiberius Claudius Atticus Herodes (grekiska: Ἡρῴδης ὁ Ἀττικός, Herodes o Attikos), född 101, död omkring 178, var en atensk talare.
Han kom från en välbärgad grekisk släkt som ansågs härstamma från aiakiderna, och hans far Atticus var en känd välgörare. I ungdomen studerade han under filosoferna Skopelianos från Klazomenai och framförallt Favorinus från Arelate, som han såg som en lärare och fader, och som han blev arvinge till vid dennes död.
Herodes Atticus var känd för sin rikedom, vilken han använde för staden Atens förskönande, exempelvis med det atenska Odeion. Han lät också bygga Stadion i Delfi. Han var 125–126 arkont och 143 konsul i Rom. Kejsarna Antoninus Pius och Marcus Aurelius var han båda vän med. Under sin tid i Rom blev han invecklad i ett flertal processer, bland annat anklagad för mord på sin hustru Annia Regilla. Herodes Atticus var berömd för sin vältalighet; i den enda bevarade av hans skrifter, Peri politeias, visar han sig som en ivrig anhängare av atticismen.